# Zac Brown Band
La Zac Brown Band è un gruppo musicale statunitense di musica country originario della Georgia e formatosi nel 2002 per iniziativa di Zac Brown (nato il 31 luglio 1978).

## Formazione
- Zac Brown - voce, chitarra
- Jimmy De Martini - violino, voce
- John Driskell Hopkins - basso, voce
- Coy Bowles - chitarra, tastiere
- Chris Fryar - batteria
- Clay Cook - chitarra, tastiere, mandolino, steel guitar, voce
- Daniel de los Reyes - percussioni

## Premi
- 2009 - Academy of Country Music - "Top New Vocal Duo or Group"
- 2009 - CMT Music Awards - "USA Weekend Breakthrough Video of the Year" (Chicken Fried)
- 2010 - Grammy Awards - "Best New Artist"
- 2010 - Country Music Association Awards - "New Artist of the Year"
- 2011 - Grammy Awards - "Best Country Collaboration with Vocals"
- 2011 - Academy of Country Music - "Top Vocal Event of the Year"
- 2011 - CMT Music Awards - "Performance of the Year" (Margaritaville)
- 2013 - Grammy Awards - "Best Country Album"

## Discografia
I numeri indicano la posizione raggiunta nella Billboard 200

### Album studio
- 2008 - The Foundation (#9)
- 2010 - You Get What You Give (#1)
- 2012 - Uncaged (#1)
- 2015 - Jekyll + Hyde
- 2017 - Welcome Home
- 2019 - The Owl
- 2021 - The Comeback

### Live
- 2007 - Live from the Rock Bus Tour
- 2010 - Pass the Jar (#17)

### Raccolte
- 2014 - Greatest Hits So Far... (#20)

### EP
- 2009 - Live from Bonnaroo (#95)
- 2013 - The Grohl Session, Vol. 1 (#25) - con Dave Grohl